# Hannes Gieseler
Hannes Gieseler (* 3. Juli 1984) ist ein deutscher Kommunalpolitiker (SPD) und Jurist. Am 13. September 2020 wurde er zum Bürgermeister der Gemeinde Wilnsdorf gewählt.

## Leben
Hannes Gieseler absolvierte an der Bertha-von-Suttner-Gesamtschule in Siegen sein Abitur. In den Jahren 2005 bis 2011 studierte er an der Justus-Liebig-Universität Gießen Rechtswissenschaften und beendete das Studium mit dem 1. juristischen Staatsexamen. Nach einem Rechtsreferendariat in Dortmund und Siegen erlangte er 2014 sein 2. juristisches Staatsexamen. Seit 2014 arbeitete Gieseler als selbständiger Rechtsanwalt in Wilnsdorf-Rudersdorf.
Gieseler ist verheiratet und hat 3 Kinder.

## Politische Laufbahn
Seit 2003 ist Gieseler Mitglied der SPD. Dem Rat der Gemeinde Wilnsdorf gehört er seit dem Jahr 2012 an, 2014 bis 2020 als Vorsitzender der SPD-Fraktion.